# Maria Levin
Maria Levin (* 7. Juni 1984 in Tiflis, Georgische SSR) ist eine deutschsprachige Sängerin.

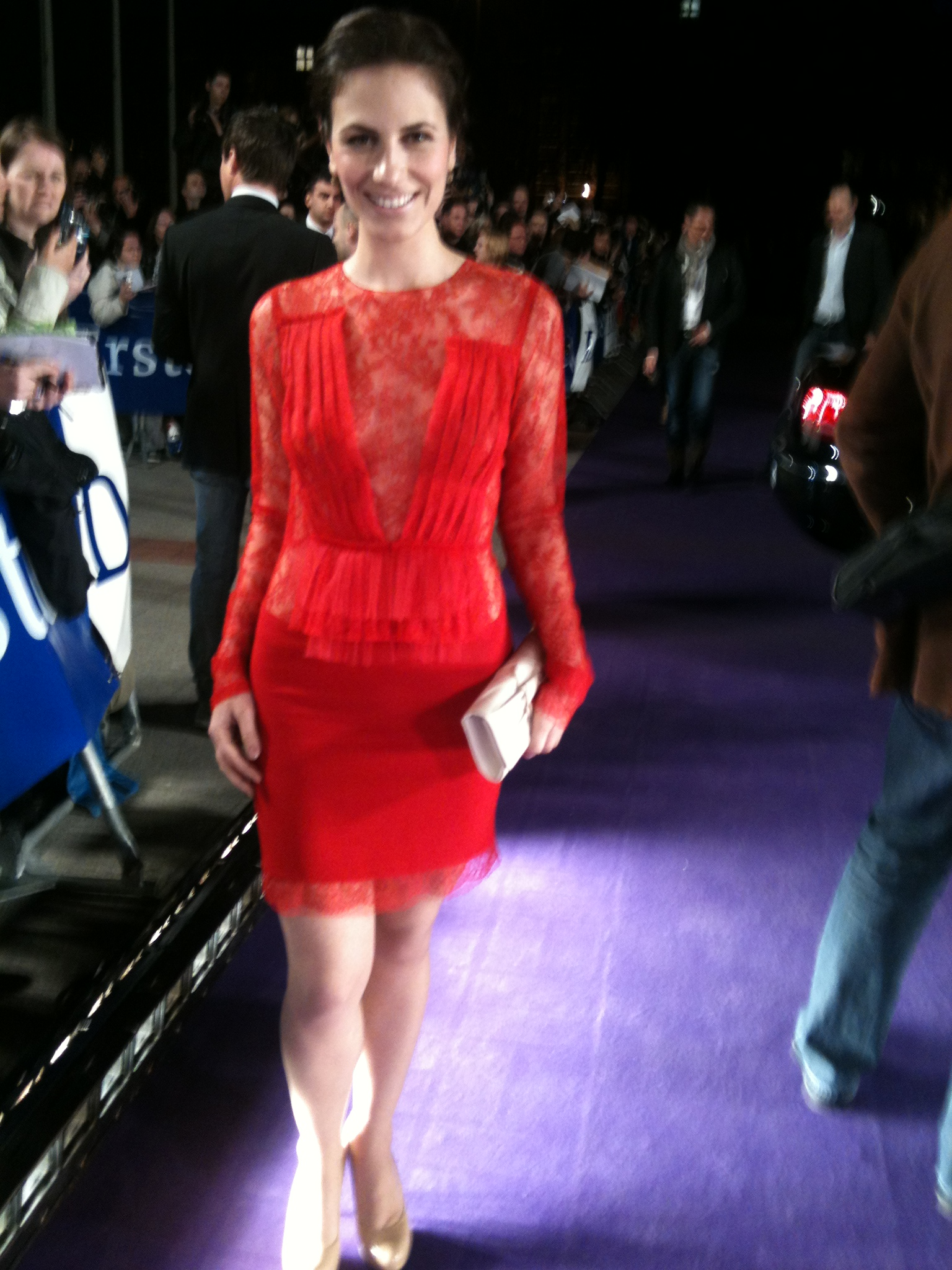
Maria Levin Echo 2012

## Leben
Maria Levins Mutter ist Pianistin, ihr Vater Kontrabassist. Im Alter von fünf Jahren begann sie Klavier zu spielen. Als sie sieben Jahre wurde, zog die Familie in die Heimat des Vaters nach Moskau, um ihr die bestmögliche Ausbildung in diesem Bereich zu ermöglichen. Mit 14 Jahren wechselte Maria Levin von Klavier zu Gesang und nahm Gesangsunterricht. Erste Bühnenerfahrung als Sängerin sammelte sie mit der Schulband. In der Zeit begann sie auch erste eigene Songs zu schreiben. Nach dem Schulabschluss folgte zunächst eine zweijährige Gesangsausbildung am Institut für moderne Kunst in Moskau.
2004 zog Levin nach Deutschland. Sie studierte Publizistik- und Kommunikationswissenschaft sowie Religionswissenschaft an der WWU Münster, 2010 folgte der Magisterabschluss.
Im Jahr 2009 bekam Levin die Zusage vom „Popkurs“ an der Hochschule für Musik und Theater Hamburg. Ein Jahr darauf lernte sie den Hamburger Produzenten Ivo Moring kennen. Die beiden schrieben vier Demosongs zusammen und schon wenig später erhielt Levin einen Plattenvertrag bei Sony Music/Ariola. Ihr Debütalbum „Schwarz auf Weiß“ wurde 2012 veröffentlicht. Sie schrieb sowohl Texte wie auch Musik für einige der Songs auf dem Album. Levin wurde 2012 für die Goldene Henne, Smago und Mein Star des Jahres als Newcomerin des Jahres nominiert und gewann den Smago-Award.
Anschließend folgten Fernsehauftritte bei Carmen Nebel, in Florian-Silbereisen-Shows, bei Immer wieder sonntags sowie im ZDF-Fernsehgarten. 2013 war Levin auf Tour mit Florian Silbereisen. Es folgte die „Immer wieder Weihnacht“-Tour und die Frühjahrstour 2014 „Immer wieder sonntags - unterwegs“ mit Stefan Mross.
Am 26. September 2014 erschien ihr zweites Album „Maria Levin“, bei dem sie sich für Text und Musik mitverantwortlich zeigte. Ihre erste Single „Ein neuer Himmel“ erreichte den 9. Platz in den Charts. Weihnachten 2014 sang Levin an der Seite von Tenor Volker Bengl als Solistin in den Weihnachtskonzerten, die jährlich vom Hessischen Rundfunk veranstaltet werden. Im Februar 2015 erschien die zweite Single-Auskopplung „Ich küss dich mit den Augen“.
Im Frühjahr 2015 war Levin wieder Gast bei der „Immer wieder sonntags - unterwegs“ Tour in mehr als 60 Städten.

## Auszeichnungen
- 2012: smago Award als Newcomerin/Entdeckung des Jahres

## Diskografie

### Alben
- 2012: Schwarz auf Weiß, Sony Music Entertainment
- 2014: Maria Levin, Sony Music Entertainment
- 2024: Konturen, More Music and Media

### Singles
- 2012: Russische Nächte
- 2012: Wenn du mich liebst
- 2013: Schwarz auf Weiß
- 2014: Ein neuer Himmel
- 2015: Ich küss dich mit den Augen
- 2015: Liebe ist ein Tanz
- 2020: Casablanca
- 2022: Spotlights (Du öffnest mir die Augen)
- 2022: Endlich richtig sein
- 2023: Immer nur so (gefährlich)
- 2023: Stein für Stein (Duett mit Björn Patrik Pfeiffer)
- 2023: Wenn der Mond die Sonne berührt (Hubert Kah Cover)
- 2024 Summer Hello
- 2024 Konturen aus Gold
- 2025 Silberstreifen auf der Haut